# Chowra (langue)
Pour les articles homonymes, voir Chowra.
Le chowra ou chaura est une langue parlée sur les îles Nicobar en Inde, au sud du golfe du Bengale. Ses locuteurs, au nombre de 2 020 (en 2000), habitent l'île de Chowra. Ils sont classés comme « Scheduled Tribe » par le gouvernement indien.

## Classification
Le chowra appartient au rameau nicobar de la branche môn-khmer des langues austroasiatiques, dans lequel il forme un sous-groupe avec le teressa.